# NGC 1576
NGC 1576 este o galaxie lenticulară situată în constelația Eridanul. A fost descoperită în 28 noiembrie 1786 de către William Herschel. Se află la o distanță de 68,55 de megaparseci de Pământ.